# Pandemic
Pandemic är ett kooperativt brädspel för två till sju spelare. Spelet är konstruerat av Matt Leacock och lanserades av Z-Man Games 2008. Bakgrunden till spelet är att fyra stora sjukdomar har brutit ut och det är spelarnas uppgift i roller som experter från CDC i Atlanta att stoppa en pandemi. Till skillnad från de flesta spel är Pandemic inte ett spel där spelarna spelar mot varandra, istället ska de samarbeta för att utveckla de fyra botemedel som krävs för att stoppa sjukdomarna innan något av spelets förlustvillkor uppfylls.

## Spelprincip
Spelbrädet föreställer jorden med stora populationsgrupper utmarkerade i färgade prickar. På dessa prickar ligger träkuber som markerar smittograden i den staden. Mellan vissa av populationsgrupperna går röda linjer som indikerar möjliga direkta smittvägar. Varje tur kan en spelare utföra fyra handlingar (resa, bota, upptäcka eller bygga) genom att spela ut kort. I kortleken finns även ett antal epidemikort som bestäms av vilken svårighetsgrad man vill spela. Ytterligare en kortlek innehåller infektionskort.
De fem roller som en spelare kan anta är:
- Jobbfördelare: kan förflytta andra spelare som om det vore ens egen eller förflytta dem till en stad med en annan spelare.
- Läkare: Kan ta bort alla smittokuber i staden som spelaren befinner sig i med en enda handling och kan behandla en botad sjukdom utan att använda en handling.
- Vetenskapsman: Behöver bara fyra kort av en viss färg för att bota sjukdomen som hör till denna färg.
- Forskare: Kan ge något kort från sin hand till en annan spelare om de befinner sig i samma stad. (Andra spelare kan bara utbyta det gemensamt ägda stadskortet.)
- Operationsexpert: Kan bygga en forskningsstation var som helst utan att behöva ett stadskort.

## Utmärkelser
2010
- Australian Games Association, årets spel

2009
- Boardgamegeek Golden Geek, familjespel
- Gouden Ludo
- Boardgames Australia Awards Winner, bästa internationella spel
- Origins Awards, årets brädspel
- Spiel des Jahres (endast nominerad)
- Prêmio JoTa, bästa kooperativa spel
- Games 100, bästa familjespel

2008
- Meeples' Choice Award, årets spel
- Tric Trac d'Argent (andraplats)

## Utgivingar och expansioner
Expansionen Pandemic: On The Brink släpptes 2009 och innehåller flera nya roller, regler för upp till 5 spelare, en ny sjukdom, specialhändelser och valfria svårighetshöjande utmaningar. En av de nya rollerna är bio-terrorist som ställer en av spelarna mot de andra.
Spelet finns också i en svensk version och heter då Pandemia. Förutom att regler är översatt till svenska och finska så är Göteborg och Helsingfors tillagt som städer. Spelarna startar också i Göteborg istället för i Atlanta.

### Pandemic Legacy
Pandemic Legacy är en serie som likt sin förebild Risk Legacy baseras på originalspelet, men spelas som en kampanj över flera spelomgångar där utvecklingen följer en ramberättelse. Till skillnad från vanliga Pandemic, där startläget varieras av slumpen, beror utgångsläget för varje omgång av händelserna i föregående omgångar. Som del av spelet ändras reglerna efterhand och vissa händelser påverkar spelet på ett fysiskt permanent sätt, vilket gör att det i teorin inte går att börja om.
Pandemic Legacy: Season 1 släpptes 2015 och spelas i 12-24 omgångar som representerar 12 månader. Spelet låg från 2016 fram till 2018 1:a på BoardGameGeeks topplista över brädspel.
Pandemic Legacy: Season 2 släpptes 2017 men har inte nått samma popularitet. Spelet sägs ha gjorts om från grunden, bland annat med ny spelplan, för att kunna överträffa sin föregångare och inför nya mekanismer till genren. Det kan spelas även av dem som inte spelat föregångaren.